# Copa Espírito Santo de Futebol 2018
In 2018 werd de zestiende editie van de Copa Espírito Santo de Futebol gespeeld voor voetbalclubs uit de Braziliaanse staat Espírito Santo. De competitie werd georganiseerd door de FES en werd gespeeld van 21 juli tot 20 oktober. Vitória werd kampioen en mocht daardoor deelnemen aan de Copa Verde 2019 en de Campeonato Brasileiro Série D 2019. 

## Eerste fase

### Groep A
| Plaats | Clu           | Wed. | W | G | V | Saldo | Ptn. |
| ------ | ------------- | ---- | - | - | - | ----- | ---- |
| 1.     | Serra         | 8    | 4 | 3 | 1 | 12:3  | 15   |
| 2.     | Real Noroeste | 8    | 4 | 2 | 2 | 5:3   | 14   |
| 3.     | São Mateus    | 8    | 3 | 3 | 2 | 7:6   | 12   |
| 4.     | Sport         | 8    | 1 | 5 | 2 | 5:7   | 8    |
| 5.     | Linhares      | 8    | 0 | 3 | 5 | 4:14  | 3    |

|  | Geplaatst voor tweede fase |

### Groep B
| Plaats | Clu                 | Wed. | W | G | V | Saldo | Ptn. |
| ------ | ------------------- | ---- | - | - | - | ----- | ---- |
| 1.     | Atlético Itapemirim | 8    | 7 | 0 | 1 | 16:4  | 21   |
| 2.     | Vitória             | 8    | 4 | 2 | 2 | 9:5   | 14   |
| 3.     | Desportiva          | 8    | 4 | 1 | 3 | 8:7   | 13   |
| 4.     | Tupy                | 8    | 2 | 2 | 4 | 8:8   | 8    |
| 5.     | Castelo             | 8    | 0 | 1 | 7 | 2:19  | 1    |

|  | Geplaatst voor tweede fase |

## Tweede fase
In geval van gelijkspel gaat het team met het beste resultaat in de groepsfase door. 
|  | halve finale        | halve finale | halve finale | halve finale |  |                     | finale | finale | finale | finale |
|  |                     |              |              |              |  |                     |        |        |        |        |
|  |                     |              |              |              |  |                     |        |        |        |        |
|  | Vitória             | 2            | 1            | 3            |  |                     |        |        |        |        |
|  | Serra               | 1            | 1            | 2            |  |                     |        |        |        |        |
|  |                     |              |              |              |  | Vitória             | 3      | 0      | 3      |        |
|  |                     |              |              |              |  | Atlético Itapemirim | 0      | 0      | 0      |        |
|  | Real Noroeste       | 1            | 1            | 2            |  |                     |        |        |        |        |
|  | Atlético Itapemirim | 1            | 2            | 3            |  |                     |        |        |        |        |

Details finale
|                  |                                   |       |                     |                                                   |
| 14 oktober 15:00 | Vitória                           | 3 – 0 | Atlético Itapemirim | Estádio Salvador Costa, Vitória Toeschouwers: 674 |
| 14 oktober 15:00 | Cássio 28' Gian 46' Léo Breno 51' |       |                     | Estádio Salvador Costa, Vitória Toeschouwers: 674 |

|                  |                     |       |         |                                                           |
| 20 oktober 16:00 | Atlético Itapemirim | 0 – 0 | Vitória | Estádio Sumaré, Cachoeiro de Itapemirim Toeschouwers: 476 |
| 20 oktober 16:00 |                     |       |         | Estádio Sumaré, Cachoeiro de Itapemirim Toeschouwers: 476 |

## Kampioen
| Copa Espírito Santo de Futebol de 2018 |
| Vitória                                |
| -------------------------------------- |
| VITÓRIA Kampioen (3° titel)            |